# Gelis meuseli
Gelis meuseli är en stekelart som först beskrevs av Lange 1911.  Gelis meuseli ingår i släktet Gelis och familjen brokparasitsteklar. Inga underarter finns listade i Catalogue of Life.